# Edmonds (Amtrak)
La Estación Edmonds es una estación de trenes Amtrak que sirve a la ciudad de Edmonds, Washington. La estación provee servicio a las rutas de las Cascades y Empire Builder. La estación está adyacente al Edmonds-Kingston Ferry.

## Descripción
La Estación Edmonds cuenta con 1 plataforma lateral.

## Conexiones
La estación es abastecida por las siguientes conexiones de autobuses: 
- Community Transit